# 毛鞘箬竹
毛鞘箬竹（学名：Indocalamus hirtivaginatus）为禾本科箬竹属下的一个种。